# Megachile decemsignata
Megachile decemsignata là một loài Hymenoptera trong họ Megachilidae. Loài này được Radoszkowski mô tả khoa học năm 1881.